# 巴德萊克 (新澤西州)
巴德萊克（英語：Budd Lake）是位於美國新澤西州摩里斯縣的普查規定居民點。

## 人口
根據2020年美國人口普查的數據，巴德萊克的面積為16.64平方千米，當中陸地面積為14.10平方千米，而水域面積為2.54平方千米。當地共有人口9784人，而人口密度為每平方千米587.98人。